# José Díaz de Quijano
José Díaz de Quijano y García Briz (1890-1943) fue un escritor español.

## Biografía
Nacido en 1890 y «madrileño», al menos en palabras de Julio Cejador, era hijo del también llamado José Díaz de Quijano. Vivió de niño y joven en La Montaña, donde habían nacido su padre y abuelos. Fue colaborador en Barcelona de El Día Gráfico. Publicó una colección de cuentos breves, a modo de glosas de algunas populares Tonadas montañesas, dándoles este mismo título al publicarlas en la Revista Cántabra (1909) y luego aparte en 1911. Fue autor de Panojas (1915), descrita por Cejador como una «novela montañesa en forma de idilio campesino, sencillo en la acción, pero de personajes bien perfilados, habla regional, maestría en las escenas y sabor de la tierruca». También escribió Caminos de la montaña (1919), definida como «finas acuarelas impresionistas al estilo de Azorín, pero de sabor menos regional». Otros títulos suyos fueron el cuento «El Jardín de la vida» (El Fígaro, 1920) y A través de España. Falleció en Madrid el 5 de enero de 1943.